# Return from Hell
Return from Hell (Rumano: Întoarcerea din iad) es una película de drama rumana de 1983 dirigida por Nicolae Mărgineanu. Se inscribió en el 13.ª Festival Internacional de Cine de Moscú, donde ganó un Diploma Especial. La película también fue seleccionada como la entrada rumana a la Mejor Película en Lengua Extranjera en los 56.ª Premios de la Academia, pero no fue nominada.

## Reparto
- Constantin Brînzea como Constantin Branzea
- Maria Ploae
- Remus Margineanu
- Ana Ciontea como Catarina
- Ión Sasaran
- Vasile Nitulescu
- Lucia Mara
- Liliana Ticau
- Livia Baba
- Olimpia Arghir